# ヴィンセント・マシューズ
ヴィンセント・マシューズ (Vincent Edward ("Vince") Matthews、1947年12月16日 - )は、アメリカ合衆国の陸上競技選手。1968年メキシコシティーオリンピック、1972年ミュンヘンオリンピックの金メダリストである。ニューヨーク市クイーンズ区出身。

## 経歴
マシューズは、リー・エバンスとともに1960年代を代表するロングスプリンターであった。両者は10代の頃に初対決して以来何度も対決。1967年にも数回の対戦があり、パンアメリカンゲームズではエバンスが勝利している。
1968年メキシコオリンピックのトライアルの2週間前に行われたレースで、マシューズは400mで44.4秒の世界新記録を樹立。しかし、マシューズの記録はプーマ製の違法シューズによって出されたものとして公認されることはなかった。そして、トライアルでマシューズは、エバンス、ラリー・ジェームズ、ロン・フリーマンについで4位となり、400mでの出場権を逃してしまう。
それでもマシューズは、4×400mリレーのアメリカの第1走者として出場。400mで金銀銅を独占した3人とともに、2分56秒16という驚異的な、その後24年間破られない世界新記録で金メダルを獲得した。
メキシコオリンピックの後、マシューズは陸上競技から離れていたが、1972年ミュンヘンオリンピックの前には競技に復帰。オリンピックトライアルではジョン・スミス、ウェイン・コレットについで3位となり、前回は逃した400mの出場権を手にする。オリンピックの決勝、アメリカ勢の3人による戦いとなったが、残り80mでスミスが足を故障しレースをやめる。マシューズとコレットの戦いとなったが、マシューズは44秒66のタイムでコレットを下し金メダルを獲得した。
しかし、表彰式において、マシューズとコレットは国歌が流れている最中、2人は落ち着きなく、国旗・国歌に敬意を払わない態度をとる事態が起きる。それを見た者は1968年メキシコオリンピックのトミー・スミスとジョン・カーロスのブラックパワー・サリュートだと信じた。2人は故意に行ったものではないと主張したが、IOCからは今後の競技への出場を禁止された。マシューズとコレットに加え、ジョン・スミスも故障で出られなくなったことで、アメリカは、4×400mリレーを棄権せざるをえない事態に陥ってしまった。

## 主な実績
| 年   | 大会                   | 場所                     | 種目         | 結果 | 記録      |
| ---- | ---------------------- | ------------------------ | ------------ | ---- | --------- |
| 1967 | パンアメリカンゲームズ | ウィニペグ(カナダ)       | 400m         | 2位  | 45秒13    |
| 1968 | オリンピック           | メキシコシティ(メキシコ) | 4×400mリレー | 1位  | 2分56秒16 |
| 1972 | オリンピック           | ミュンヘン(西ドイツ)     | 400m         | 1位  | 44秒66    |